# 白老町長襲撃事件
白老町長襲撃事件（しらおいちょうちょうしゅうげきじけん）とは、1974年3月9日に北海道白老郡白老町で発生した町長暗殺未遂、テロ事件。

## 事件の発端
北海道の白老町は、アイヌ民族のコタン（集落）がある所として知られていた。当時、約700人のアイヌ民族が町内のポロト湖畔に「白老コタン」を形成していた。
1965年、北海道と白老町は白老コタンの近くに、観光施設として「ポロトアイヌコタン」（2018年まで存在したアイヌ民族博物館）を建設し、白老町の観光の目玉としていたが、1970年頃から、新左翼の一部がアイヌ革命論を掲げて、アイヌ民族問題に介入し、騒ぎを起こしつつあった。
被害者である浅利義市町長は、「ポロトアイヌコタン」建設の中心人物であったことから、事件の標的となった。

## 事件の概要
1974年3月9日午前11時頃、白老町役場に一人の男が町長への面会を要求したが、拒否された。すると男は町長室に乗り込み、中にいた浅利町長の首を刺した。浅利町長は、長さ13センチ、深さ3センチの切り傷を負ったが、命には別状なかった。
犯人は直ちに町職員に取り押さえられ、北海道警察に引き渡した。犯人は封書を持っており、そこには「浅利町長はアイヌを観光の道具に使っているので、オレが死刑を執行する」という趣旨の犯行声明文が記されていた。
犯人は黙秘を貫いていたが、次第に自供するようになった。犯人は非アイヌ民族の和人（大和民族）であった。犯人は森永ヒ素ミルク中毒事件に関するデモには参加していたが、特定の党派に属さないノンセクト・ラジカルであった。やがてアイヌ革命論に感化され、事件を起こすこととなった。